# Prometheum
A Prometheum a kőtörőfű-virágúak (Saxifragales) rendjébe, ezen belül a varjúhájfélék (Crassulaceae) családjába és a fáskövirózsa-formák (Sempervivoideae) alcsaládjába tartozó nemzetség.

## Előfordulásuk
A Prometheum-fajok előfordulási területe a következő országokban és régióban található meg: Görögország, Törökország, Irán és a kaukázusi régió déli fele.

## Rendszerezés
A nemzetségbe az alábbi 3 faj tartozik:
- Prometheum pilosum (M.Bieb.) H.Ohba
- Prometheum sempervivoides (Fisch. ex M.Bieb.) H.Ohba - típusfaj
- Prometheum tymphaeum (Quézel & Contandr.) 't Hart